# Tweetie
Tweetie est un client pour le réseau social Twitter créé par Loren Brichter d'Atebits. Il existe en version bureau pour Mac OS X Leopard (10.5) et Snow Leopard (10.6), et en version mobile pour iPhone et iPod touch.
Twitter a fait l'acquisition de Tweetie le 9 avril 2010 ;  la version mobile est alors renommée Twitter (ou « Twitter pour iPhone ») et paraît le 17 mai 2010. Tweetie est l'un des rares clients pour iPhone permettant de gérer plusieurs comptes utilisateur à la fois ; son interface native est proche de celle des applications iPhone, et se veut légère et complète.
Le 9 avril 2010, Tweetie est rachetée par Twitter et devient Twitter pour iPhone et Twitter pour Mac,.
Le 11 octobre 2012 Twitter débranche les anciennes versions connues sous le nom de Tweetie.

## Lien et référence
1. ↑  Twitter a annoncé le rachat de Tweetie, macgeneration.com
2. ↑  Twitter for iPhone, blog.twitter.com
3. ↑  (en) RIP Tweetie for Mac, we knew and loved you, thenextweb.com

- Site officiel